# 응우옌반르우
응우옌반르우(Nguyễn Văn Lưu, 阮文溜/완문류, ? ~ 1518년)는 베트남 후 레 왕조 시기의 인물로 응우옌씨 정권을 세운 응우옌낌의 부친이다. 다른 이름은 응우옌반타오이고 응우옌니으짝의 아들이다.

## 생애
응우옌반르우는 8살의 나이에 공부에 능했고 15살에 무술을 익혔으며, 헌종조 당시 세가(世家)의 아들로써 전병(典兵) 및 경략사(經略使)를 지냈다. 이후 레 위목제조 당시 위목제가 폭정을 저지르자 응우옌반르우는 레 양익제로 즉위하는 여형에게 투항, 청화에서 군사를 일으키고 현 하노이를 점거하여 위목제를 추방시키는데 일조하였다.
1509년, 양익제가 즉위하자 태부 및 징국공(澄國公)에 책봉되었고 1518년에 사망한 것으로 전해진다.
사후 손자인 응우옌호앙이 응우옌씨 정권의 군주로 즉위하자 응우옌반르우를 기리는 징국공묘(澄國公廟)를 세워 주기적으로 제사를 지냈다고 한다.

## 가족
- 부친: 부군공(副郡公) 응우옌니으짝
- 모후: 부군공부인 매씨(枚氏)
- 공비: 등국공부인 매씨(枚氏)
- 아들: 조조 정황제 응우옌낌
- 아들: 위춘후(威春侯) 완종태(阮宗泰)

## 참고
- 阮文溜